# Herbert Lederer
Herbert Lederer, eigentlich Herbert Andl (* 12. Juni 1926 in Wien; † 22. Oktober 2021 ebenda), war ein österreichischer Schauspieler und Regisseur, der mit seinem Einmanntheater bekannt wurde.

## Leben und Arbeit
Herbert Lederer studierte an der Universität Wien Theaterwissenschaft, Germanistik und Psychologie und promovierte 1948 mit einer Dissertation über das Moskauer Künstlertheater zum Dr. phil.
1948 ging Lederer für zwei Jahre ans Stadttheater St. Pölten; von 1950 bis 1960 arbeitete er als Schauspieler, Regisseur und Dramaturg an mehreren deutschen und österreichischen Bühnen; 1960 schuf er das ihn international bekannt machende Einmanntheater. Nachdem er zuerst im Experiment am Lichtenwerd im Ensemble mitgespielt hatte, war er in einer kleinen Bühne im Palais Erzherzog Carl der Wiener Innenstadt als Einmanntheater sehr erfolgreich (Gaulschreck von Herzmanovsky-Orlando).
Am 12. Oktober 1970 eröffnete Herbert Lederer das (in Ein-Mann-Besetzung geführte) Theater am Schwedenplatz (Franz-Josefs-Kai 21, Wien-Innere Stadt), eine baulich aus einer ehemaligen Waschküche hervorgegangene Kleinbühne, in der er jährlich rund 180 Vorstellungen gab – für die er zugleich Direktor, Ausstattungschef, Regisseur und Autor war und die seinen Ruf als Allroundtalent und Wiener Theateroriginal von „phänomenaler“ Gedächtnisleistung festigte. Zur Zeit der Eröffnung dieses Theaters hatte sein Gründer vierzehn Programme im Repertoire und bespielte, in den Sommermonaten, das ebenfalls von ihm geschaffene Theater im Pongau ; auch offerierte er am Schwedenplatz einen Literarischen Cercle am Mittwochabend mit österreichischen Autoren. In seinem Theater stellte er 1971 den von seinem Freund Adi Holzer geschaffenen Zyklus Tewje, der Milchmann aus. Am 11. August 1972 spielte Lederer im Rahmen der Sommersaison die 300. Aufführung des Biedermeier-Bilderbogens Wien Anno dazumal, in dem er, verbunden mit entsprechend gedrängtem Kostüm- und Schminkewechsel, zwölf verschiedene Rollen gab.
Vom Eröffnungstag bis zum 10. Juni 2006 stand Herbert Lederer in 69 Eigenproduktionen 6.142 Mal auf der Bühne seines Theaters am Schwedenplatz. Im Juni 2006 schloss Lederer die Ein-Mann-Bühne mit einem Tag der offenen Türen und kündigte an, zukünftig nur noch Gastspiele wahrzunehmen.
Unterstützt wurde Herbert Lederer in seiner Theaterarbeit von einer einzigen Mitarbeiterin: seiner Gattin, der Schauspielerin Erna Perger.
Einen wichtigen Bestandteil des künstlerischen Lebens Herbert Lederers bildeten seine Gastspielreisen. Sie führten ihn drei Mal um die ganze Welt. Im Laufe von vierzig Jahren war er in über hundert Ländern auf fünf Kontinenten. Lederer starb im Oktober 2021 im Alter von 95 Jahren.
Den Toten, die ihren Körper in dieser Form gewidmet haben, sind Gedenkstätten im Wiener Zentralfriedhof gewidmet (hier: Neue Anatomiegräber, Gruppe 26).

## Literarisches Werk, Audio, Video
- Ödön von Horváth, — (Bearb., Regie, Vortrag): Die Menschen und die Leut. Hörspiel. Sendedatum: 2. Juli 1972. ORF-W (Neuproduktion), Wien (1972).[12]
- Theater für einen Schauspieler. Beil.: 1 Schallplatte. Manutiuspresse, Wien (u. a.) 1973, ISBN 3-85171-204-8.
- Kindheit in Favoriten. Manutiuspresse, Wien (u. a.) 1975, ISBN 3-85171-151-3.
- Adi Holzer, —, Karl Heinz Ritschel: Mozart-Suite. Edition Weihergut, Salzburg 1988, ISBN 3-85339-202-4.
- Johann Nestroy, —: Funken der Heiterkeit. Manutiuspresse, Wien (u. a.) 1976, ISBN 3-85171-304-4.
- —, Fjodor Michailowitsch Dostojewski: Onkelchens Traum. Komödie in drei Akten nach Dostojewskijs Roman „Djadjuschkin son“. Pero, Wien 1976, ÖNB.
- Na, ist das ein Geschäft? Eine Komödie in Briefen von Herbert Lederer nach Motiven des Romanes „Menachem Mendel“ von Scholem-Alejchem. Pero, Wien 1980, ÖNB.
- Abgeschminkt. Theateranekdoten. Grasl, Baden 1983, ÖBV.
- Andererseits … Parodien österreichischer Literatur mit 13 Karikaturen vom Autor. Grasl, Baden 1983, OBV.
- Im Alleingang. Bericht über fünfundzwanzig Jahre Arbeit. Ein Österreich-Thema aus dem Bundesverlag. Österreichischer Bundesverlag, Wien 1984, ISBN 3-215-05362-4.
- Bevor alles verweht … Wiener Kellertheater 1945 bis 1960. Ein Österreich-Thema aus dem Bundesverlag. Österreichischer Bundesverlag, Wien 1986, ISBN 3-215-05927-4.
- Jaroslav Hašek, — (Bearb., Regie): Tingeltangel. Hörspiel. Radiosendung, 3. April 1993. Aus dem Hörspiel-Repertoire. 1 Videokassette (SVHS, 60 min, sp, mono, audio). ORF Ö1, s. l. 1993, OBV.
- Respekt! Respekt! In: Elke Vujica (Hrsg.): Im Dialog mit Hans Weigel. Freunde und Weggefährten erinnern sich. Styria, Graz/Wien (u. a.) 1998, ISBN 3-222-12575-9, S. 154–.
- Von Abidjan bis Zwettl. Weltreisen eines Schauspielers. Bilder aus einem Theaterleben, Band 5. Lehner, Wien 2008, ISBN 978-3-901749-69-8.
- —, August Obermayer (Nachwort): Unser Dorf. Ein Bericht. Lehner, Wien 2012, ISBN 978-3-901749-98-8.

## Ehrungen, Auszeichnungen, Preise
- 1976: Berufstitel Professor[10]
- 1980: Johann-Nestroy-Ring der Stadt Wien[10]
- 2006: Johann-Nestroy-Ehrenmedaille der Internationalen Nestroy-Gesellschaft[13]
- 2008: Goldenes Ehrenzeichen für Verdienste um das Land Wien[14]

## Einschätzung
Neben seinem Werk als Autor war Lederer im Grunde der letzte Repräsentant jener berühmten Wiener Kleinkunstszene, die in den Keller- und Studententheatern der Zwischenkriegszeit den Anfang nahm und nach 1945 eine neue Blüte erlebte. Sein Weg führte durch wichtige Spielstätten: Studio der Hochschulen, Theater am Parkring, Tribüne, Nestroytheater in der Josefsgasse und andere. Im Gegensatz zu vielen seiner Kollegen, die eine ähnliche Sozialisation durchliefen, entzog sich Lederer dem Trend: Er suchte kein festes Engagement an renommierten Theatern, sondern zog das selbstständige und ungebundene Theaterleben vor, bis er 1970 im Theater am Schwedenplatz eine feste Bleibe fand.

## Wiener Schauspiel-Ring
1998 stiftete er anlässlich seines 50-jährigen Bühnenjubiläums den Wiener Schauspiel-Ring, der alle fünf Jahre weitergegeben wird. Träger waren Herbert Föttinger (1998), Nicholas Ofczarek (2003), Regina Fritsch(2008), Birgit Minichmayr (2013), Gerti Drassl (2018) und Alexander Pschill (2023).